# Ecology of Scale
Gemäß der Theorie Ecology of Scale hat ein größerer Betrieb weniger Aufwendungen und ökologische Wirkungen (z. B. Energie) als mehrere Kleinbetriebe zur Bereitstellung derselben Menge Lebensmittel.
Diese von Elmar Schlich (Universität Gießen) neu eingeführte wissenschaftliche Theorie ist eine Analogie zum Begriff der „Economy of Scale“. Mit diesem Terminus beschreibt die Ökonomie die degressive Abhängigkeit der Stückkosten von der Stückzahl.

## Wissenschaftliche Theorie
In der Theorie Ecology of Scale wird der Energieumsatz als wichtige Kenngröße für die Umweltwirkung herangezogen. Laut der Theorie benötigt ein größerer Betrieb z. B. sehr viel weniger Energie als mehrere Kleinbetriebe zur Herstellung derselben Menge an Lebensmitteln benötigen würden. Daher wird der auf die Produktions- oder Transportmenge bezogene Energieaufwand mit zunehmender Betriebsgröße kleiner. Dies gilt auch, wenn dadurch weitere Transport- und Distributionswege bis zum Endverbraucher entstehen.
Die reine Entfernung zwischen Primärproduktion und Verkaufsort, die unter dem Schlagwort „Food Miles“ häufig als Maßstab für die Bewertung der Umweltwirkung vollständiger Prozessketten herangezogen wird, spielt hingegen in der wissenschaftlichen Analyse der Umweltwirkung einer vollständigen Prozesskette nur eine sehr untergeordnete Rolle, zumal das Food-Miles-Konzept historisch auf den sog. Thünenschen Ringen (Johann Heinrich von Thünen, 1825) aufbaut.

## Untersuchungen
Im Rahmen von umfangreichen und langwierigen Erhebungen vor Ort sind im ersten Schritt Endenergieumsätze für vollständige Prozessketten – von der Primärproduktion bis zum Verkaufsort – erhoben worden, jeweils für unterschiedliche Betriebsgrößen, einschließlich der energetischen Aufwendungen für Transporte und Distribution. Der Endenergieumsatz ist im zweiten Schritt die Grundlage für die Berechnung der aufgewendeten Primärenergie und der zugehörigen Kohlendioxidemission. Alle Ergebnisse werden im Rahmen der Allokation auf die jeweilige Produktions- oder Transportmenge bezogen. Damit entstehen als Endergebnisse der spezifische – also auf die Menge bezogene – Endenergieumsatz, der spezifische Primärenergieumsatz sowie die spezifische Kohlendioxidemission der vollständigen Prozesskette. Bilanzzeitraum ist in allen Fällen ein Kalenderjahr. Insoweit handelt es sich bei der Methode um dieselbe Vorgehensweise wie bei einer Ökobilanz nach DIN EN ISO 14040, die aus den Elementen Sachbilanz, Wirkungsbilanz und Allokation besteht. Folgende Beispiele liegen inzwischen vor: Äpfel, Fruchtsäfte sowie Wein aus Erzeugerabfüllung als Beispiele für pflanzliche Lebensmittel und Lammfleisch, Rindfleisch sowie Schweinefleisch als Beispiele für vom Tier stammende Lebensmittel.

## Ergebnisse
Alle bisher untersuchten Fälle bestätigen deutlich die wissenschaftliche These der Ecology of Scale. Genügend große Betriebe können – energetisch gesehen – sehr viel günstiger Lebensmittel am Markt bereitstellen als kleine Betriebe, unabhängig davon, ob diese Betriebe in deutschen Regionen, innerhalb der EU oder global agieren. Diese Aussage gilt einschließlich aller Aufwendungen für kontinentale oder globale Transporte, die als Massenware per Containerschiff, Bahn und LKW durchgeführt werden. Die häufig vermuteten Vorteile der kurzen Transportwege innerhalb einer Region können bei zu geringen Betriebsgrößen durch Mängel in der Logistik und zu kleine Fahrzeuge mit geringer Auslastung sehr schnell zunichtegemacht werden.
Aber auch in ländlichen Regionen können Lebensmittel energetisch wettbewerbsfähig am Markt bereitgestellt werden, sofern die Betriebsgröße hierfür ausreicht. Bei allen untersuchten Lebensmitteln können zugehörige Mindestbetriebsgrößen identifiziert werden, die auch in der Region ohne Weiteres erreicht werden könnten, ggf. mit Hilfe der Gründung von Kooperativen und Genossenschaften.
Die erhobenen Daten zum spezifischen Endenergieumsatz lokaler, regionaler, europäisch-kontinentaler und globaler Prozessketten dienen im Weiteren als Basis für die Berechnung zusätzlicher ökologischer Kenngrößen wie z. B. spezifischer Primärenergieumsatz und spezifische Kohlendioxidemission (carbon footprint). Die bisher vorliegenden Ergebnisse zeigen, dass bei den untersuchten Fallbeispielen auch der spezifische Primärenergieumsatz (= Primärenergie pro kg Lebensmittel) sowie die spezifische Kohlendioxidemission (= CO2-Emission pro kg Lebensmittel) degressiv mit der Betriebsgröße abnehmen. Insofern hat sich der Indikator „Endenergie“ als gutes Merkmal zur ökologischen Beurteilung vollständiger Prozessketten herausgestellt.
Es besteht aus wissenschaftlicher Sicht kein Anlass, globale oder kontinentale Prozessketten für Lebensmittel wegen der angeblich so hohen Energieumsätze der Transporte anzuprangern oder regionale Anbieter grundsätzlich und in allen Fällen für umweltfreundlicher zu halten. Denn auch das Gegenteil kann richtig sein: lokale oder regionale Prozessketten können fallweise sogar höhere Energieumsätze pro kg Lebensmittel verursachen als kontinentale oder globale Prozessketten, und zwar immer dann, wenn die Produktionsbetriebe in der Region zu klein sind. Globale oder kontinentale Containertransporte per Seeschiff, Binnenschiff, Bahn und LKW benötigen pro kg Lebensmittel nur sehr wenig Endenergie. Flugtransporte, die energetisch sehr aufwändig sind, spielen im Lebensmittelbereich als Massenmarkt eine eher untergeordnete Rolle. Gleichzeitig ist zu berücksichtigen, dass Deutschland als dicht besiedeltes Industrieland auf internationale Lebensmitteleinfuhr zur ausreichenden Versorgung der Bevölkerung angewiesen ist.
Die Selbstversorgungsgrade, die vom deutschen Statistischen Bundesamt jährlich ermittelt werden, betragen z. B. bei Tafeläpfeln ca. 33 %, bei Wein aus Erzeugerabfüllung ca. 35 % und bei Lammfleisch ca. 60 %. Südfrüchte gibt es in Deutschland überhaupt nicht. Der Mittelwert der Selbstversorgungsgrade aller Obst- und Gemüsearten liegt nur bei knapp 20 %. Weitere Lebensmittel, die eingeführt werden müssen, sind z. B. Reis, Kaffee, Tee, Fische und Meeresfrüchte. Bei Lebensmitteln, die in Deutschland erzeugt werden können, treten zudem große saisonale Schwankungen auf. Beispiele hierfür sind Kartoffeln, Getreide, Sommer- und Wintergemüse. Eine ganzjährige hochwertige Versorgung der deutschen Bevölkerung mit Lebensmitteln ist ohne deren Einfuhr nicht möglich.

## Sonstiges
In den 1980er Jahren begann eine Ökologieorientierte Betriebswirtschaftslehre. Diese und auch andere Wissenschaftsdisziplinen entwickelten immer ausgefeiltere und aussagekräftigere Ökobilanzen. Diese machen deutlich, dass bei besonders effizientem Transport die Entfernung zu einer nachrangigen Größe werden kann. Z. B. kann es im Frühjahr auf der Nordhalbkugel ökologischer sein, Äpfel aus der aktuellen Ernte der Südhalbkugel zu kaufen als Äpfel der vorjährigen Ernte aus Deutschland, die mehrere Monate in einem Kühlhaus unter modifizierter Atmosphäre gelagert wurden, wofür viel Strom verbraucht wird (siehe auch: Fruchtlagerung). Containerschiffe sind heute oft deutlich größer als früher; der Kraftstoffverbrauch pro Tonnenkilometer ist deutlich gesunken.